# Ip Man
|  | Per a altres significats, vegeu «Yip Man». |

Ip Man (en xinès tradicional: 葉問; en xinès simplificat: 叶问; en pinyin: 'Yè Wèn') és un film d'arts marcials de l'any 2008. És en part biogràfic i està inspirat en la vida de Yip Man, un gran mestre de l'art marcial anomenada Wing Chun i la primera persona a ensenyar aquesta art de manera oberta. Un dels seus estudiants va ser l'aclamat i molt influent actor d'arts marcials i productor cinematogràfic Bruce Lee. La pel·lícula tracta sobre esdeveniments en la vida d'Ip que suposadament es van desenvolupar a la ciutat de Foshan durant la Segona Guerra sinojaponesa. La pel·lícula va ser dirigida per Wilson Yip, i Donnie Yen interpreta el paper d'Ip Man; Sammo Hung fou el responsable de la coreografia d'arts marcials. L'elenc inclou també Simon Yam, Lynn Hung, Lam Ka-tung, Xing Yu i Hiroyuki Ikeuchi. Ha estat doblada al català.
La idea de realitzar una pel·lícula pseudobiogràfica sobre Ip Man es remunta a 1998 quan Jeffrey Lau i Corey Yuen van discutir la idea de realitzar-ne una basada en el mestre d'arts marcials de Bruce Lee. No obstant això, l'estudi que havia de produir la pel·lícula va tancar, i el projecte va ser abandonat. El productor Raymond Wong decidir fer la seva pròpia pel·lícula sobre Ip Man comptant amb la plena aprovació dels fills d'Ip, i va ordenar al seu equip que es dirigís a Foshan per investigar sobre la vida d'Ip. Ip Chun, el fill gran d'Ip Man, juntament amb el mestre d'arts marcials Leo Au-Yeung i diversos altres practicants de Wing Chun van ser els consultors tècnics de la pel·lícula. La filmació d'Ip Man s'inicià el març del 2008 i es va completar l'agost. Es van realitzar preses a Xangai, que es va fer servir per recrear l'arquitectura de Foshan.
Durant la filmació, hi va haver alguns conflictes entre els  productors d'Ip Man i el realitzador cinematogràfic Wong Kar-wai sobre el títol de la pel·lícula. Wong, que havia estat realitzant la seva pròpia biografia d'Ip Man, es va enfadar amb els productors després de descobrir que la seva pel·lícula portaria el títol Grandmaster Ip Man (xinès tradicional:一代宗師葉問), que era molt similar al títol de la pel·lícula de Wong. Encara que la pel·lícula de Wong es trobava amb serioses demores en la seva producció els productors d'Ip Man van acceptar modificar el títol.
Ip Man fou estrenada el 10 de desembre del 2008 a Beijing, i es va projectar per primera vegada a Hong Kong el 19 de desembre del 2008, rebent una crítica molt positiva del públic i de la crítica especialitzada. Abans de l'estrena de la pel·lícula, Raymond Wong anuncià que hi hauria una segona part, i l'abril del 2010 es va estrenar una pel·lícula anomenada Ip Man 2. Ip Man va recaptar més de 21 milions de dòlars arreu del món, tot i no haver estat projectada als Estats Units ni a la major part d'Europa.